# 시저와 클레오파트라
《시저와 클레오파트라》(영어: Caesar and Cleopatra)는 1945년 제작된 영국의 영화로, 가브리엘 파스칼이 감독을 맡았다. 조지 버나드 쇼의 동명의 희곡을 기반으로 제작되었다.

## 출연

### 주연
- 클로드 레인스
- 비비안 리

### 조연
- 스튜어트 그레인저
- 플로라 롭슨
- 프란시스 L. 설리번
- 배질 시드니
- 세실 파커

## 기타
- 원작자: 조지 버나드 쇼
- 의상: 올리버 메셀